# Сидди

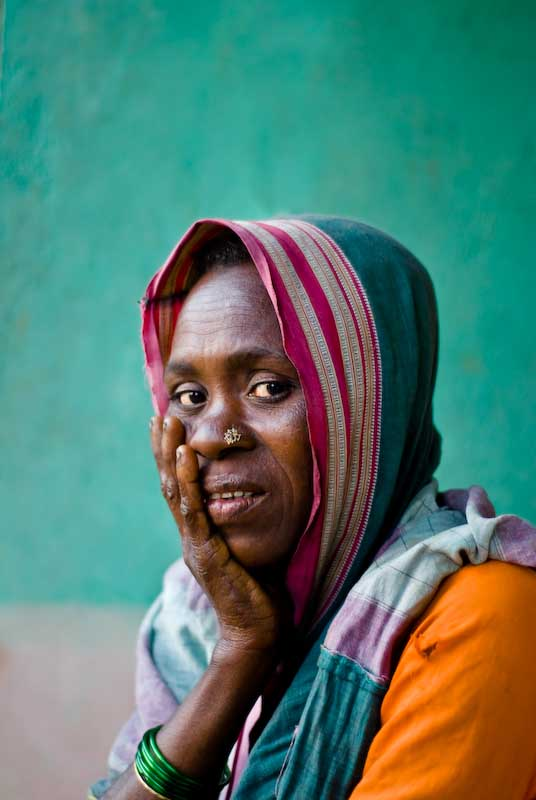

Сидди (иногда также сиддхи и шиди; хинди: शीदि, урду: شیدی; другое название хабши, от арабского حبشي ḥabashi) — африканская по происхождению преимущественно негроидная расово-этническая группа в Южной Азии. Сформировалась в VIII—XIX веках в результате традиционных торговых связей Индии с Эфиопией и Ближним Востоком, арабских завоевательных походов на севере региона, арабской и португальской работорговли в дальнейшее время. В основном это потомки чёрных рабов, привозимых из Африки арабскими торговцами в Средние века, из бантуязычных народов Восточной Африки.

## Происхождение названия
Считается, что слово «сидди» происходит от титула арабских капитанов, доставлявших рабов. Их уважительно называли сеидами, то есть потомками пророка Мухаммеда. Термин «хабши» происходит от арабского названия Эфиопии.

## История
Источниками рабов были современные Танзания, Кения и Марокко, однако среди них были и собственно хабеша из Аксума (чёрные семитоязычные европеоиды, ныне обычно называются эфиопами) и другие народы Африки. Эфиопы также присутствовали на северо-западном побережье Индии как купцы, и основали здесь несколько портовых городов, так что африканское присутствие в Индии не было исключительно присутствием рабов.
В Западной Индии, на территории современных штатов Гуджарат и Махараштра, сидди прославились своей силой и верностью, и широко использовались местными раджами в войнах. Некоторые из них сбегали и образовывали свои поселения. Известны маленькие царства, созданные беглыми сидди на территории Западной Индии в Джанитре и Джаффарабаде в XII веке. В XV веке несколько правителей Бенгалии имели африканское происхождение.
Сидди играли большую роль в борьбе между маратхами и Великими Моголами, выступая как правило на стороне моголов.
В XVII веке арабская и португальская работорговля здесь привела к росту численности африканского населения, и африканцы стали также обычными слугами и крестьянами. Некоторые из них, как Малик Амбар, поднимались до ранга министров, некоторые становились обитателями индийских джунглей.

## Современность
Сидди сохраняют заметное присутствие в Индии и Пакистане. Почти все они исповедуют ислам. В большинстве своём они ассимилируются с местным населением, некоторые образовали замкнутые сообщества. Сидди полностью утратили африканские языки и имена, но в культуре замкнутых сообществ сохранилось свидетельство африканского происхождения в танцах и музыке.
Родственны мекранцам, другой этнической группе в Пакистане, имеющей восточно-африканское происхождение.

### Генетика
Генетические исследования как унаследованных по наследству, так и аутосомных маркеров показали, что сидди имеют 60% —75% генетический вклад населения Африки южнее Сахары и имеют гаплогруппы Y-хромосом, характерные для банту-говорящих народов.

## Сидди Джунагадха
В районе Гирского леса (последнего природного места обитания азиатского льва) обитает сообщество сидди, предки которого были подарены португальцами навабу Джунагадха (в современном штате Гуджарат) в XVII веке. Среди их поселений — деревня Сирван в районе Джунагадх.

## Кинематограф
- 2003 — From Africa…To India: Sidi Music in the Indian Ocean Diaspora. By Amy Catlin-Jairazbhoy, in close collaboration with Nazir Ali Jairazbhoy and the Sidi community. DVD-R. ISBN 1-880519-29-1.
- 2008 — Африканский мост в Индию'